# Tsípouro

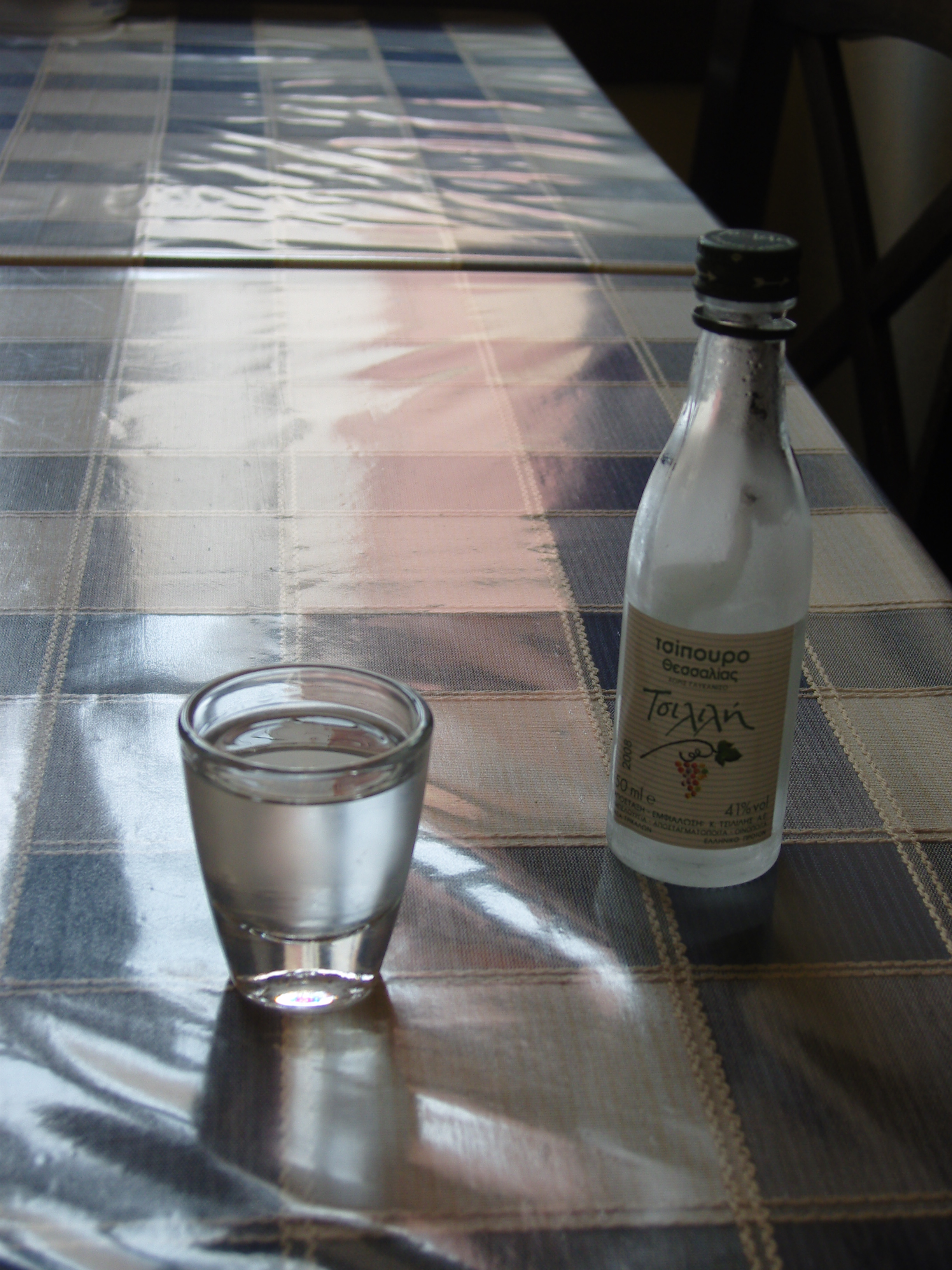
Bouteille et verre de tsípouro

Le tsípouro (en grec τσίπουρο) est une eau-de-vie de marc  grecque. Les grappes pressées ou foulées sont appelées tsípoura. Le produit obtenu est éventuellement distillé une seconde fois. Divers arômes peuvent parfois être ajoutés, lors de la première ou de la seconde distillation.
La variété produite en Crète se nomme tsikoudiá (τσικουδιά) ou rakí (ρακή, au féminin) ; elle n'est jamais anisée. On utilise aussi souvent le mot rakí (ρακί, neutre), notamment dans certaines régions de Grèce et en Albanie.
Les termes apparentés « raki », « arak » et leurs dérivés servant à désigner les alcools produits par distillation dans la plupart des pays ayant fait partie de l'empire ottoman et leurs voisins (soit grossièrement du Proche-Orient aux Balkans), il existe une fréquente confusion entre ces boissons portant des noms proches, des goûts parfois semblables, mais dont les matières premières varient selon les pays et ont évolué avec le temps (tsouïca, rakı, arak, rakia).
Certaines variétés de tsípouro étant aromatisées à l'anis, de même que de nombreuses variétés de « raki » des pays du Proche-Orient, il existe une fréquente confusion entre ces produits, et avec l’ouzo.